# Lothar Bucher

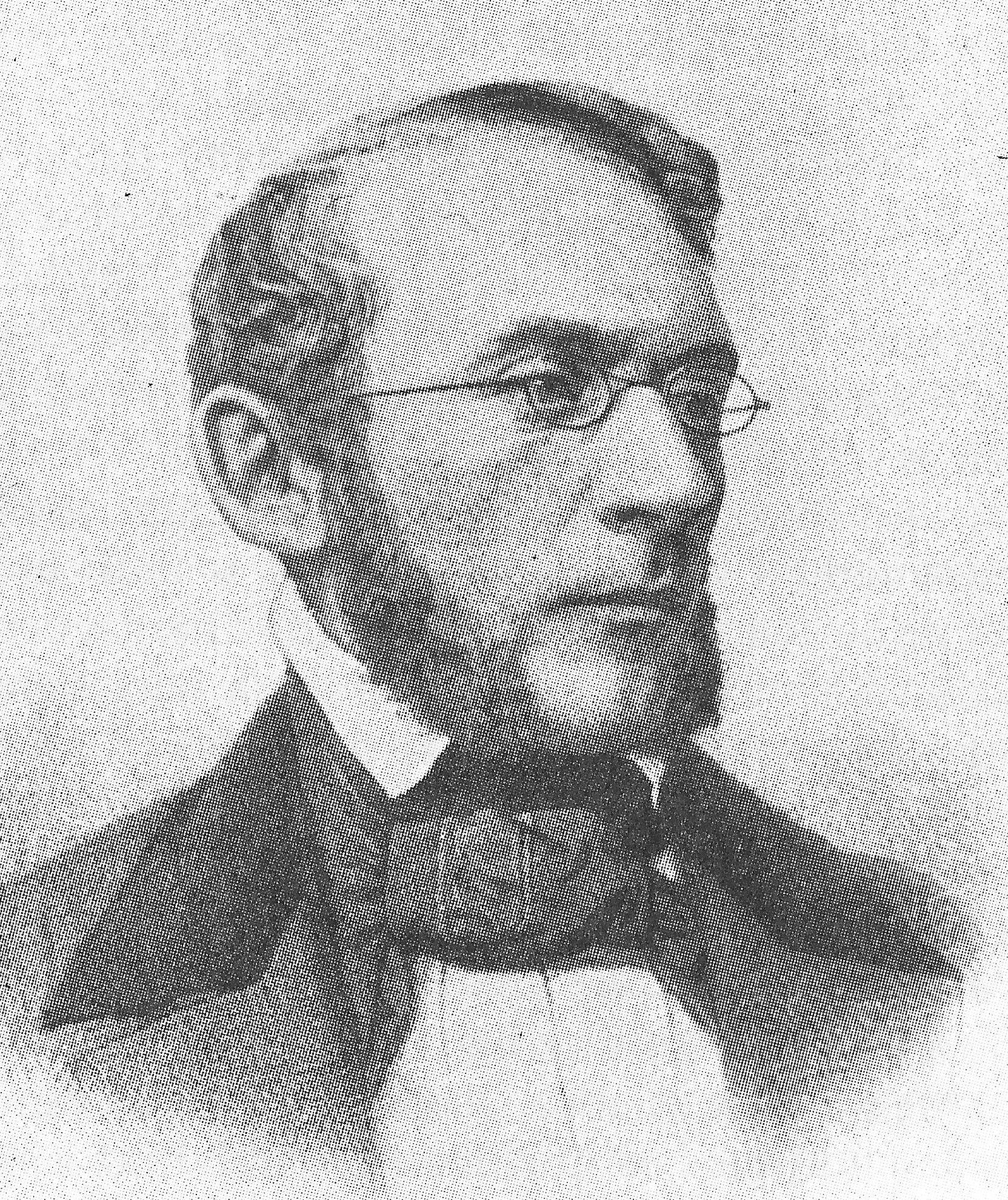
Lothar Bucher

Adolf Lothar Bucher (* 25. Oktober 1817 in Neustettin, Königreich Preußen; † 12. Oktober 1892 in Glion, Schweiz) war ein preußischer Beamter, Journalist und Politiker. Während der Revolution von 1848/49 stand er auf Seiten der Linken, stieg im Exil zeitweise zu einem viel gelesenen Journalisten auf und wurde später zu einem engen Vertrauten Otto von Bismarcks.

## Herkunft und Familie
Bucher war der älteste Sohn August Leopold Buchers (1783–1863), eines Gymnasiallehrers und Autors geographischer Schriften, dessen Vorfahren kursächsische Beamte waren. Neueste Forschungsergebnisse belegen die Herkunft seiner Ahnen aus Eisleben und sehen es als wahrscheinlich an, dass er ein Abkömmling der fränkisch-sächsischen Familie Bucher (Buchner) war. Bruno Bucher (1826–1899), Direktor des österreichischen Museums für Kunst und Industrie in Wien, und Arthur Ferdinand Bucher (1822–1892), Lehrer an der Luisenschule in Berlin, waren Lothar Buchers Brüder. Er blieb unverheiratet und hatte keine Nachkommen.

## Leben und Wirken
Bucher studierte Rechtswissenschaften in Berlin. Ab 1838 war er am Oberlandesgericht in Köslin beschäftigt. Im Jahr 1843 wurde Bucher Assessor am Stadt- und Landgericht in Stolp.
Im Jahr 1848 wurde er in die preußische Nationalversammlung gewählt. Er stand dort der Linken nahe und trug aus Protest gegen die Gegenrevolution den Steuerverweigerungsbeschluss mit. Im Jahr 1849 wurde er in die zweite Kammer des preußischen Landtages gewählt. Dort war er führend an der Aufhebung des Belagerungszustandes beteiligt, was dann zur Auflösung der Kammer führte. Bucher wurde wegen der Unterstützung des Steuerverweigerungsbeschlusses zu fünfzehn Monaten Festungshaft und dem Verlust aller Ämter verurteilt.
Um der Haft zu entgehen, ging er 1850 ins Exil nach London. Dort arbeitete er als Journalist. Unter anderem war er als Korrespondent der Nationalzeitung tätig. In seiner Londoner Zeit verfasste Bucher über 3.000 Korrespondenzberichte für die Zeitung und stieg zu einem der gefragtesten Journalisten des Blattes auf, das auch von Friedrich Wilhelm IV. und politischen Gegnern gelesen wurde. Insbesondere seine Berichte über die Weltausstellung von 1851 waren sehr erfolgreich. In einem Buch „Der Parlamentarismus wie er ist“ kritisierte er 1855 den britischen Parlamentarismus. So sei das Mandat bei den Abgeordneten immer mehr der Vertretung eigener Interessen gewidmet. Die Kritik richtete sich indirekt aber auch gegen die politische Opposition in Deutschland, die sich teilweise am britischen Vorbild orientierte. In den folgenden Jahren begann daher der journalistische Stern Buchers zu sinken.

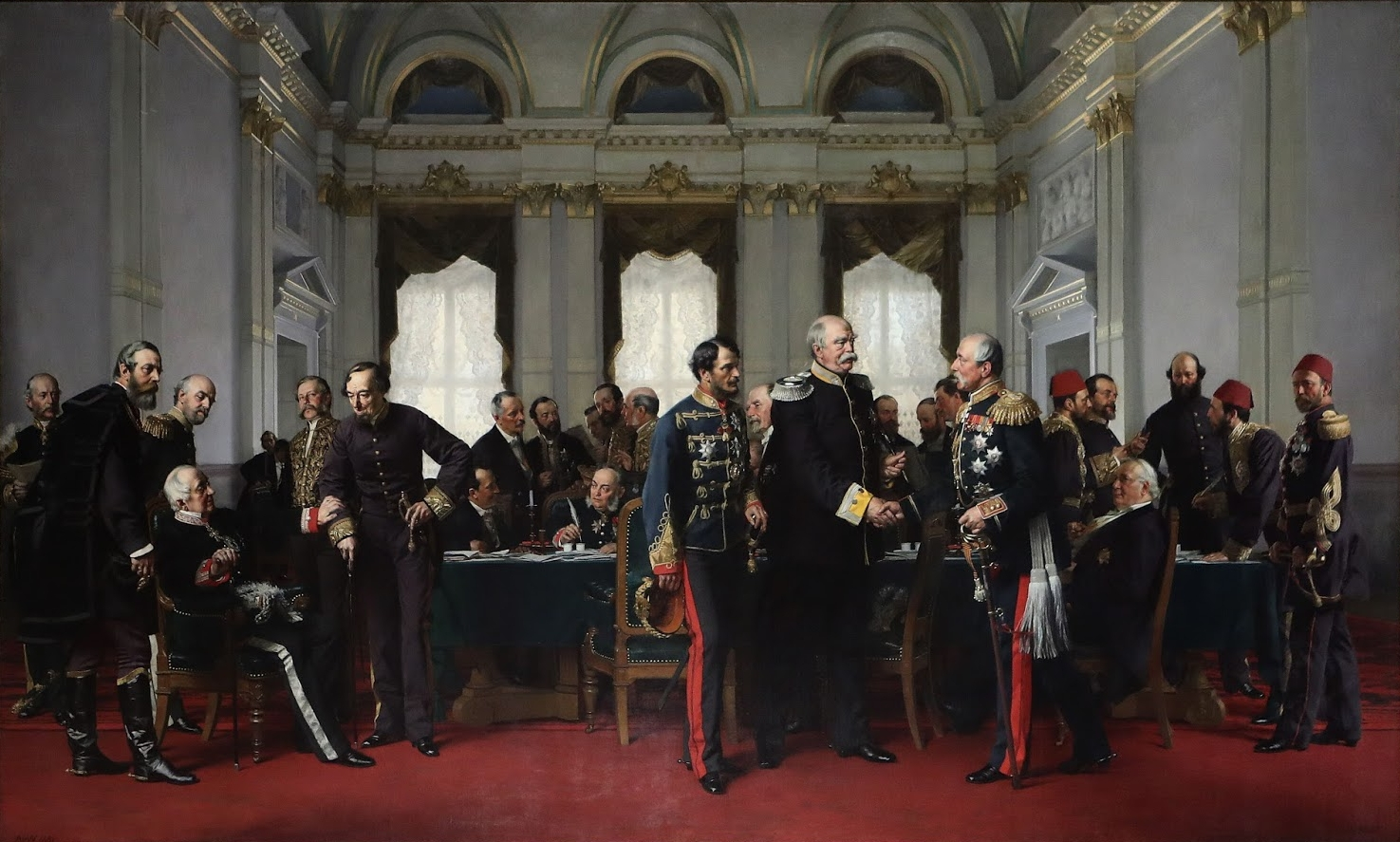
Berliner Kongress (Gemälde von Anton von Werner, 1881, 3,60 × 6,15 m im Berliner Rathaus) Abgebildet (v. l. n. r.): von Haymerle, Károlyi, de Launay, Gortschakow, Waddington, Disraeli, von Radowitz, zu Hohenlohe-Schillingsfürst, Corti, Graf de Moun, d’Oubril, de Saint-Vallier, Desprey, Andrássy, Bucher, Otto von Bismarck, von Holstein, Busch, Herbert von Bismarck, Schuwalow, Sadullah Bey, Russell, von Bülow, Salisbury, Carathéodori und Mehmed Ali Pascha

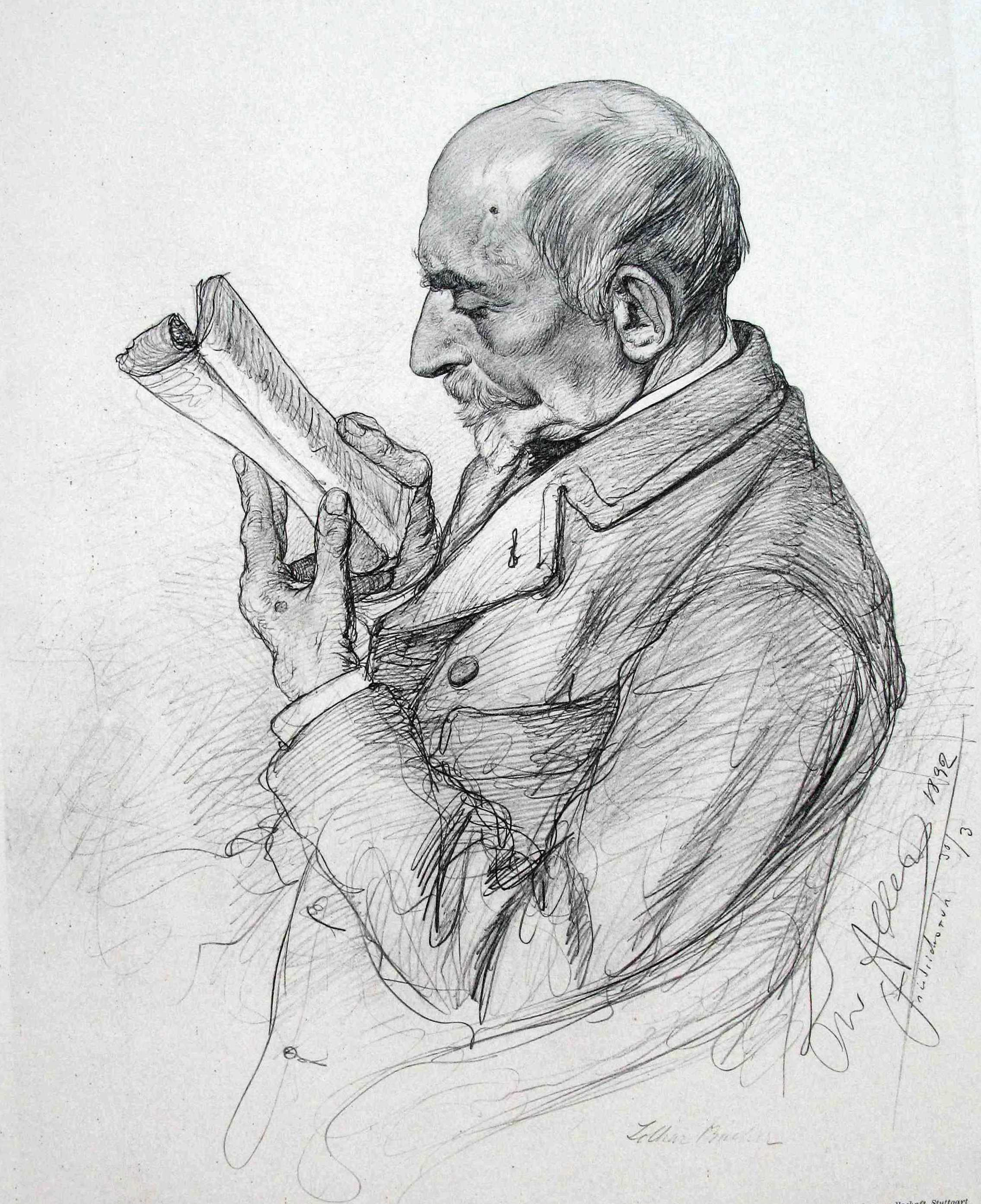
Lothar Bucher im Jahre 1892, gezeichnet von C.W. Allers.

Im Jahr 1861 ermöglichte eine Amnestie Bucher die Rückkehr nach Deutschland. Dort arbeitete er zunächst im Wolffschen Telegraphenbüro. Seine Kritik an der Gründung des Nationalvereins führte zur Entfremdung von der demokratischen Bewegung. Allerdings stand er in engem Kontakt mit Ferdinand Lassalle. Obwohl Bucher und Lassalle kaum politische Gemeinsamkeiten hatten, war Bucher Herausgeber einiger Schriften Lassalles. Dieser machte ihn überdies zu einem seiner Testamentvollstrecker und hinterließ ihm eine Rente.
Im Jahr 1864 holte ihn Bismarck ins preußische Außenministerium. Dort stieg er bis 1866 zum Vortragenden Rat auf. Bucher wurde zu einem der engsten Vertrauten Bismarcks. So erstellte er 1866 nach Vorentwürfen von Maximilian Duncker, Karl Friedrich von Savigny und Robert Hepke die Vorlage für den Preußischen Ministerrat zur Organisation und Verfassung des Norddeutschen Bundes. Im Vorfeld des Deutsch-Französischen Krieges, als die Kandidatur eines Hohenzollern für den spanischen Thron anstand, war Bucher auf diplomatischer Mission in Madrid. Ihm diktierte Bismarck die umgearbeitete Emser Depesche. Nach der französischen Kriegserklärung zeigte sich Bucher zufrieden mit dem Erfolg der Politik Bismarcks, die Frankreich als den eigentlichen Aggressor erscheinen ließ.
Nach der Reichsgründung wurde Bucher zum Wirklichen Geheimen Legationsrat und Vortragenden Rat im Auswärtigen Amt des Reiches ernannt. Bis in die späten 1870er Jahre gehörte er zum engsten Umfeld Bismarcks. So war Bucher auch am Berliner Kongress beteiligt und soll 1878 einen Entwurf zum geplanten Sozialistengesetz geliefert haben.
Im Jahr 1886 ging er in Pension. Nach der Entlassung Bismarcks 1890 war Bucher dessen persönlicher Berater. An Bismarcks Autobiographie Gedanken und Erinnerungen war Bucher maßgeblich beteiligt.

## Ehrung
Im Bismarckviertel im Berliner Ortsteil Steglitz ist seit 1908 eine Straße nach ihm benannt.

## Werke
- Kulturhistorische Skizzen aus der Industrieausstellung aller Völker. Frankfurt a. M. 1851
- Der Parlamentarismus, wie er ist. Berlin 1855
- Bilder aus der Fremde. für die Heimat gezeichnet. Bd. 1 Unterwegs. Berlin 1862
- Bilder aus der Fremde. für die Heimat gezeichnet. Bd. 2 Die Londoner Industrieausstellung. Berlin 1863
- Preußens altes Recht an Schleswig-Holstein. Berlin 1865
- Was sonst? Ein deutsches Programm. In: Carl Rodbertus-Jagetzow: Kleine Schriften. Berlin 1890, S. 316 ff.
- Kleine Schriften politischen Inhalts, Stuttgart 1893